# Christian Juel
Christian Sophus Juel (Randers, 25 de janeiro de 1855 – Copenhagen, 24 de janeiro de 1935) foi um matemático dinamarquês, especialista em geometria.

## Educação e carreira
Juel frequentou a escola em Svendborg e estudou a partir de 1871 na Universidade Técnica da Dinamarca. A partir de 1876 estudou matemática na Universidade de Copenhague, onde obteve o bacharelado em 1879 e um doutorado em 1885, com a tese Bidrag til den imaginaere linies og den imaginaere plans geometri. A partir de 1894 foi docente na Universidade Técnica da Dinamarca, onde tornou-se em 1897 professor.
Juel conduziu pesquisas sobre geometria projetiva, curvas algébricas, poliedros e superfícies de revolução de ovais. Na geometria projetiva generalizou resultados de Karl Georg Christian von Staudt e obteve independentemente resultados similares aos de Corrado Segre. Adicionalmente a uma monografia sobre geometria projetiva, Juel escreveu livros-texto lidando com estereometria, mecânica racional e matemática introdutória para químicos.
De 1889 a 1915 foi editor do Matematisk Tidsskrift. Em 1922 foi eleito membro da Academia de Ciências da Finlândia. Em 1925 foi eleito membro da Academia Norueguesa de Literatura e Ciências e membro honorário da Associação Matemática da Dinamarca. Foi palestrante convidado do Congresso Internacional de Matemáticos em Bolonha (1928: Beispiele von Elementarkurven und Elementarflächen).
Sua mulher era filha do matemático e astrônomo Thorvald Nicolai Thiele.

## Publicações selecionadas
- Vorlesungen über Projektive Geometrie mit besonderer Berücksichtigung der von Staudtschen Imaginärtheorie, Grundlehren der mathematischen Wissenschaften, Springer Verlag 1934, Online
- Vorlesungen über Mathematik für Chemiker, Kopenhagen 1890
- Elementar stereometri, Kopenhagen, 1896
- Analytisk stereometri, Kopenhagen, 1897
- Ren og anvendt aritmetik, Kopenhagen 1902; 153 pages
- Forlaesinger over rationel mekanik, Kopenhagen 1913, 2nd edition 1920
- Grundgebilde der projectiven Geometrie, Acta Mathematica, vol. 14, 1890, 1–30
- Über die Parameterbestimmung von Punkten auf Curven zweiter und dritter Ordnung. Eine geometrische Einleitung in die Theorie der logarithmischen und elliptischen Functionen, Mathematische Annalen, vol. 47, 1896, 72-104 Online
- «Über die Kongruenz zweiten Grades und die Kummersche Fläche». Acta Mathematica. 49 (1): 163–181. 1926. doi:10.1007/BF02543852